# Antal Csaba
Antal Csaba (Budapest, 1950. november 27.–) Jászai Mari-díjas (1991) magyar díszlet- és jelmeztervező, egyetemi tanár.

## Életpályája
1970–1975 között a Budapesti Műszaki és Gazdaságtudományi Egyetem Építészmérnöki Karának hallgatója volt. 1976 óta díszlet- és jelmeztervező. 1977–1979 között a prágai Iparművészeti Főiskola tanulója volt, ahol Joseph Svoboda oktatta. 1980–1987 között a szolnoki Szigligeti Színházban dolgozott. 1987–1994 között a budapesti Katona József Színház tagja volt. 1988-tól a gießeni Justus Liebig Egyetemen tanít. 1989 óta dolgozik a milánói Piccolo Teatróban, a barcelonai Teatr Lliurében, a párizsi Odéonban, a Comédie-Française-ben a strasbourgi Nemzeti Színházban, a karlsruhei Badisches Staatstheaterben. 1990 óta a Színház- és Filmművészeti Főiskola oktatója. 1991-ben a strasbourgi színművészeti főiskola tanára volt. 1992–2007 között a Magyar Állami Operaház díszlettervezője volt. 1994-től az Új Színház díszleteit tervezte. 1998–99-ben a salzburgi Mozarteum professzora volt. 2000–2001-ben a cambridge-i Harvard University oktatója volt. 2004–2007 között a lyoni ENSATT 2003–ban a velencei IUAV professzora volt.

## Színházi díszlet- és jelmeztervezései
A Színházi Adattárban regisztrált bemutatóinak száma: díszlettervezőként: 138; jelmeztervezőként: 27. (j=jelmeztervező is)
- Sarkadi Imre: Oszlopos Simeon, avagy lássuk, Uramisten mire megyünk ketten (1976)
- Eörsi István: Play Molnár (Színe és visszája) (1978)
- Hrubin: Augusztusi vasárnap (1979)
- Arthur Miller: A salemi boszorkányok (1979)
- Spiró György: Hajrá, Samu! (1979) (j)
- Calderón de la Barca: Az élet álom (1980) (j)
- Jean Anouilh: Becket, vagy Isten becsülete (1980)
- Rózewicz: A szemtanúk, avagy a mi kis stabilizációnk (1980) (j)
- Edward Albee: Mese az állatkertről (1980) (j)
- Lope de Vega: Sevilla csillaga (1980) (j)
- Harold Pinter: A születésnap (1980) (j)
- Pinter: A melegház (1981)
- Voskovec-Werich: Gólem (1981) (j)
- Id.Alexandre Dumas: A három testőr (1981)
- Bertolt Brecht: Koldusopera (1981)
- Albee: Az amerikai álom (1981) (j)
- Albee: A homokláda (1981) (j)
- Arbuzov: Én te, ő... (Az én szegény Maratom) (1982) (j)
- Foster: I. Erzsébet (1982)
- Friedrich Dürrenmatt: A nagy Romulus (1982) (j)
- Csehov: Ványa bácsi (1982, 1998)
- Kroetz: Meier (1982) (j)
- Hacks: Amphitryon (1983) (j)
- Fejes Endre: Vonó Ignác (1983) (j)
- Euripidész: Médeia (1983) (j)
- Sławomir Mrożek: Emigránsok (1983) (j)
- Dunajevszkij: Szabad szél (1983) (j)
- Jarry: Übü király (1984)
- Wedekind: Nicolo király (1984)
- Kleist: Homburg hercege (1984) (j)
- Chase: Miss Blandish nem kap orchideát (1985)
- Luigi Pirandello: IV. Henrik (1985) (j)
- Örkény István: Sötét galamb (1985)
- Kleist: Amphitryon (1985)
- Menken: Rémségek kicsiny boltja (1985)
- Déry Tibor: A tanúk (1986)
- Pataki Éva: Edith és Marlene (1986, 1989)
- Szophoklész: Oidipusz/Oidipusz király (1986, 2006)
- Gogol: A revizor (1986, 2002)
- Kornis Mihály: Kozma (1986)
- Csáth Géza: A Janika (1986)
- Katona József: Bánk bán (1986)
- Gorkij: Örökösök (1987)
- Füst Milán: Catulls (1987)
- Spiró-Márton: A kínkastély (1987)
- Gyurkovics Tibor: Fekvőtámasz (1987)
- Georg Büchner: Woyzeck (1987)
- William Shakespeare: III. Richárd (1988)
- Döme Zsolt: Rákóczi tér (1988)
- Carlo Goldoni: A hazug (1988)
- Székely János: Caligula helytartója (1988, 1997)
- Molière: A mizantróp (1988)
- Ionesco: Haldoklik a király (1989)
- Shakespeare: Ahogy tetszik (1989)
- Sarkadi Imre: Elveszett paradicsom (1989)
- Ionesco: Rinocéroszok (1989)
- Handke: Kaspar (1990)
- Wedekind: Lulu (1990)
- Csehov: Platonov (1990)
- Mrozek: Rendőrség (1990) (j)
- Csehov: Valahol Oroszországban (1991)
- Csehov: Sirály (1991)
- Valle-Inclán: Lárifári hadnagy felszarvazása (1991)
- Hare: A titkos elragadtatás (1991)
- Capek: A végzetes szerelem játéka (1991)
- Székely János: Mórok (1991, 1994)
- O’Casey: A kezdet nehéz (1991)
- Grumberg: Szabad zóna (1992)
- Berg: Wozzeck (1992)
- Goldoni: Az új lakás (1992)
- Jeles András: Szerbusz, Tolsztoj! (1993)
- Shakespeare: Julius Caesar (1994)
- Kleist: A Schroffenstein család avagy a Bosszú (1994)
- Pirandello: Ma este improvizálunk (1994)
- Molière: Don Juan (1995)
- Labiche: Gyilkosság villásreggelivel (1995)
- Dorst-Ehler: Merlin avagy a puszta ország (1995)
- Csehov: Ivanov (1996)
- Manzari: Pablito nővérei (1997) (j)
- Rostand: Cyrano de Bergerac (1997)
- Grabbe: Tréfa, szatíra, irónia és mélyebb értelem (1997)
- Csehov: Apátlanul (1997)
- Ödön von Horváth: Mesél a bécsi erdő (1998)
- Brecht: Baal (1998)
- Mozart: Don Giovanni (1998)
- Euripidész: Iphigeneia Auliszban (1998)
- Strauss: Elektra (1999, 2007)
- Peter Weiss: Jean-Paul Marat üldöztetése és meggyilkolása... ahogy a charentoni elmegyógyintézet színjátszói előadják De Sade úr betanításában és ahogy azt a Gyulai Éjszakai Színtársulat színjátszói előadják ezerkilencszázkilencvenkilenc augusztusában (1999)
- Britten: Peter Grimes (1999)
- Brecht: Kurázsi mama és gyermekei (2000, 2015)
- Von Horváth: Kasimir és Karoline (2002)
- Puskin: Borisz Godunov (2002)
- Fosse: Őszi álom (2002)
- McDonagh: Az Inishmore-i hadnagy (2003)
- Britten: A csavar fordul egyet (2004)
- Schimmelpfennig: Az arab éjszaka (2004)
- Homérosz-Márai-Hamvas: Odüsszeusz tours (2005)
- Péterfy Gergely: A vadászgörény (2005)
- Shakespeare: Lear király (2006)
- Albee: Nem félünk a farkastól (2006)
- Schimmelpfennig: Nő a múltból (2006)
- Shakespeare: Vízkereszt, vagy bánom is én... (2006)
- Allen: Riverside Drive (2006)
- Allen: Central Park West (2006)
- Vörösmarty Mihály: Csongor és Tünde (2006)
- Koltai-Nógrádi: Sose halunk meg (2006-2007)
- Remenyik Zsigmond: Pokoli disznótor (2009) (j)
- Gorkij: Éjjeli menedékhely (2009)
- Racine: Atália (2009)
- Dürrenmatt: A fizikusok (2009)
- Duras: Naphosszat a fákon (2009) (j)
- Williams: Orfeusz alászáll (2009) (j)
- Füst Milán: Boldogtalanok (2009)
- Arrigo Boito: Mefistofele (2010)
- Térey János: Jeremiás avagy Isten hidege (2010)
- Schwajda György: Himnusz (2011)
- Bernhard: Heldenplatz (2012) (j)
- Helen Edmundson: Irtás (2014)
- Márai Sándor: Családi kérdés (2015)
- Márai: Befejezetlen szimfónia (2015)
- Nádas Péter: Találkozás (2015)
- Ken Kesey: Száll a kakukk fészkére (2016)
- Molière: Dandin György, avagy a megcsúfolt férj (2017)

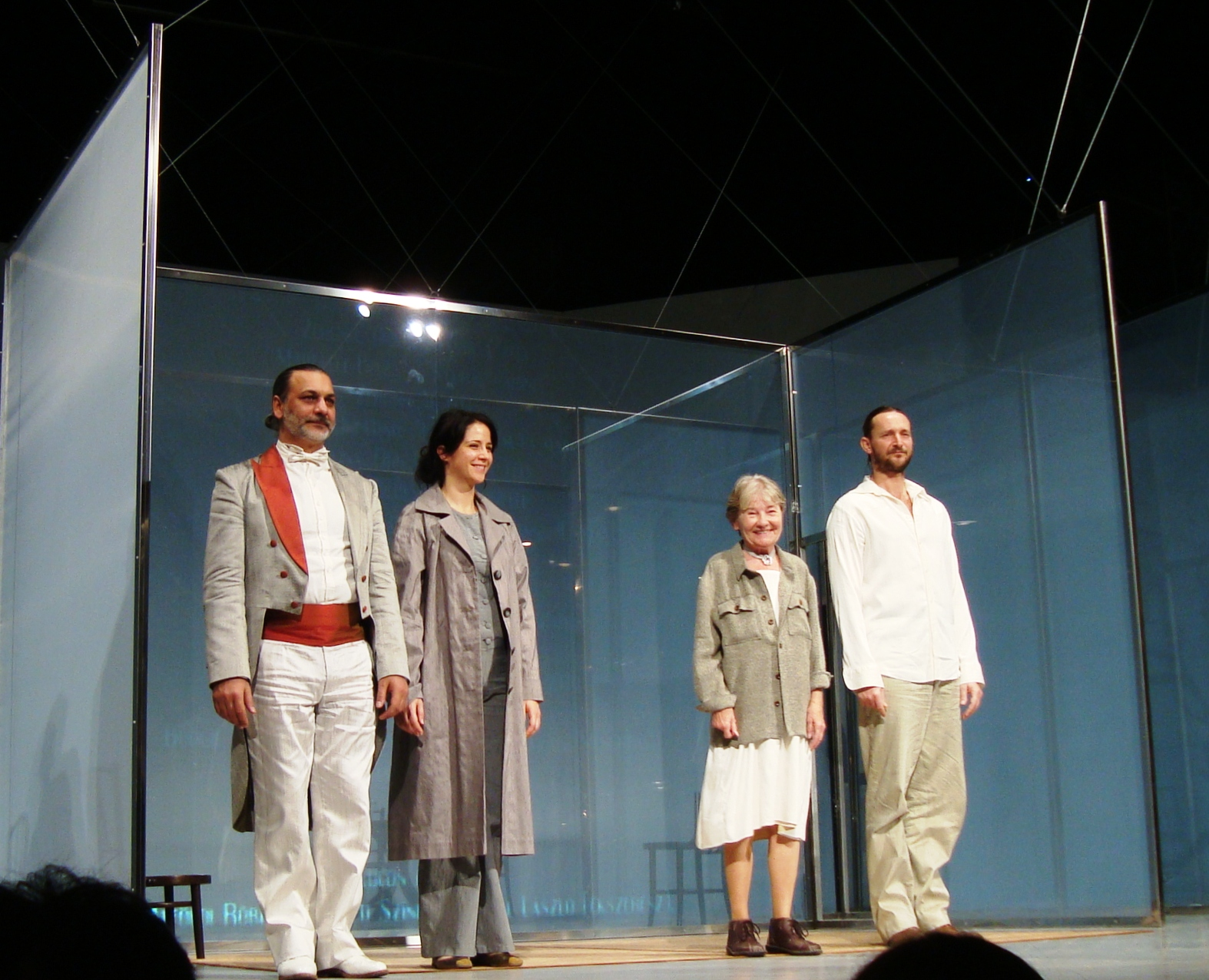
A Naphosszat a fákon című előadás felvétele

## Díjai
- A színikritikusok díja (1987, 1990–1993, 1996, 2010)
- Jászai Mari-díj (1991)
- A színházi találkozó díja (1998)
- Ezüstérem az Újvidéki Szcenográfiai Triennálén (1998)
- Elliot Norton-díj (2001)
- Vígszínház-díj (2019)[7]